# Seleção Mexicana de Futebol de Areia
A Seleção Mexicana de Futebol de Areia representa o México nas competições internacionais de futebol de areia (ou beach soccer).

## Títulos
| Continentais | Continentais     | Continentais | Continentais            |
|              | Competição       | Títulos      | Anos                    |
| ------------ | ---------------- | ------------ | ----------------------- |
|              | Copa da CONCACAF | 4            | 2008, 2011, 2015 e 2019 |